# Osterwischteich
Der Osterwischteich ist ein Teich im Kreis Plön im deutschen Land Schleswig-Holstein beim Lebrader Ortsteil Kossau. 
Er ist rund sieben Hektar groß und liegt im Naturschutzgebiet Rixdorfer Teich und Umgebung. 